# Gilat
Gilat ist ein niedriger Hügel in der Negev-Wüste in Israel mit einem der wenigen chalkolithischen Heiligtümer in der südlichen Levante. In einem Gebäude, das ein Tempel gewesen sein könnte, fand David Alon 1975 die Gilat-Frau, eine kupfersteinzeitliche Gefäßkeramik in Gestalt einer Frau, die ein Gefäß auf dem Kopf trägt.